# Monheim Sharks
I Monheim Sharks sono stati una squadra di football americano di Monheim am Rhein, in Germania. Fondati nel 1981, si sono sciolti nel 2001.

## Dettaglio stagioni

### Tornei

#### Tornei nazionali

##### Campionato

###### Bundesliga
| Stagione | regular season | regular season | regular season | regular season | regular season | regular season | playoff | playoff | playoff | playoff | playoff | playoff          | playoff            |
|          | Vin            | Par            | Per            | Tot            | PF             | PS             | Vin     | Per     | Tot     | PF      | PS      | risultato        | avversaria         |
| -------- | -------------- | -------------- | -------------- | -------------- | -------------- | -------------- | ------- | ------- | ------- | ------- | ------- | ---------------- | ------------------ |
| 1985     | 2              | 1              | 11             | 14             | 81             | 416            | -       | -       | -       | -       | -       | -                | -                  |
| 1986     | 4              | 0              | 6              | 10             | 142            | 131            | -       | -       | -       | -       | -       | -                | -                  |
| 1987     | 7              | 0              | 3              | 10             | 192            | 149            | 0       | 1       | 1       | 10      | 32      | Wild Card        | Cologne Crocodiles |
| 1988     | 4              | 0              | 6              | 10             | 291            | 353            | -       | -       | -       | -       | -       | -                | -                  |
| 1989     | 2              | 0              | 8              | 10             | 121            | 403            | 1       | 0       | 1       | 18      | 6       | Non retrocessi   | Ratingen Raiders   |
| 1990     | 7              | 0              | 3              | 10             | 170            | 273            | 0       | 1       | 1       | 0       | 55      | Wild Card        | Cologne Crocodiles |
| 1991     | 7              | 1              | 6              | 14             | 292            | 268            | 1       | 1       | 1       | 40      | 45      | Semifinale       | Cologne Crocodiles |
| 1992     | 5              | 0              | 7              | 12             | 265            | 299            | 0       | 1       | 1       | 6       | 59      | Quarti di finale | Munich Cowboys     |
| 1993     | 3              | 0              | 11             | 14             | 165            | 352            | -       | -       | -       | -       | -       | -                | -                  |
| Totale   | 41             | 2              | 61             | 104            | 1719           | 2644           | 2       | 4       | 6       | 74      | 197     |                  |                    |

Fonti: Enciclopedia del Football - A cura di Roberto Mezzetti

###### 2. Bundesliga/GFL2
| Stagione | regular season | regular season | regular season | regular season | regular season | regular season | playoff | playoff | playoff | playoff | playoff | playoff   | playoff    |
|          | Vin            | Par            | Per            | Tot            | PF             | PS             | Vin     | Per     | Tot     | PF      | PS      | risultato | avversaria |
| -------- | -------------- | -------------- | -------------- | -------------- | -------------- | -------------- | ------- | ------- | ------- | ------- | ------- | --------- | ---------- |
| 1982     | 1+?            | 0+?            | 2+?            | 3+?            | 59+?           | 75+?           | -       | -       | -       | -       | -       | -         | -          |
| 1983     | 5              | 0              | 9              | 14             | 230            | 315            | -       | -       | -       | -       | -       | -         | -          |
| 1984     | 9              | 0              | 3              | 12             | 310            | 178            | -       | -       | -       | -       | -       | -         | -          |
| Totale   | 15+?           | 0+?            | 14+?           | 29+?           | 599+?          | 568+?          | -       | -       | -       | -       | -       |           |            |

Fonti: Enciclopedia del Football - A cura di Roberto Mezzetti

###### Regionalliga
| Stagione | regular season | regular season | regular season | regular season | regular season | regular season | playoff | playoff | playoff | playoff | playoff | playoff   | playoff    |
|          | Vin            | Par            | Per            | Tot            | PF             | PS             | Vin     | Per     | Tot     | PF      | PS      | risultato | avversaria |
| -------- | -------------- | -------------- | -------------- | -------------- | -------------- | -------------- | ------- | ------- | ------- | ------- | ------- | --------- | ---------- |
| 1998     | 7              | 0              | 3              | 10             | 287            | 110            | -       | -       | -       | -       | -       | -         | -          |
| 1999     | 4              | 2              | 5              | 11             | 136            | 182            | -       | -       | -       | -       | -       | -         | -          |
| Totale   | 11             | 2              | 8              | 21             | 423            | 292            | -       | -       | -       | -       | -       |           |            |

Fonti: Enciclopedia del Football - A cura di Roberto Mezzetti

###### Oberliga
| Stagione | regular season | regular season | regular season | regular season | regular season | regular season | playoff | playoff | playoff | playoff | playoff | playoff   | playoff    |
|          | Vin            | Par            | Per            | Tot            | PF             | PS             | Vin     | Per     | Tot     | PF      | PS      | risultato | avversaria |
| -------- | -------------- | -------------- | -------------- | -------------- | -------------- | -------------- | ------- | ------- | ------- | ------- | ------- | --------- | ---------- |
| 1997     | 9              | 0              | 1              | 10             | 250            | 85             | -       | -       | -       | -       | -       | -         | -          |
| Totale   | 9              | 0              | 1              | 10             | 250            | 85             | -       | -       | -       | -       | -       |           |            |

Fonti: Enciclopedia del Football - A cura di Roberto Mezzetti

###### Verbandsliga
| Stagione | regular season | regular season | regular season | regular season | regular season | regular season | playoff | playoff | playoff | playoff | playoff | playoff   | playoff    |
|          | Vin            | Par            | Per            | Tot            | PF             | PS             | Vin     | Per     | Tot     | PF      | PS      | risultato | avversaria |
| -------- | -------------- | -------------- | -------------- | -------------- | -------------- | -------------- | ------- | ------- | ------- | ------- | ------- | --------- | ---------- |
| 1996     | 10             | 1              | 1              | 12             | 308            | 64             | -       | -       | -       | -       | -       | -         | -          |
| 2001     | 0              | 0              | 10             | 10             | 0              | 200            | -       | -       | -       | -       | -       | -         | -          |
| Totale   | 10             | 1              | 11             | 22             | 308            | 264            | -       | -       | -       | -       | -       |           |            |

Fonti: Enciclopedia del Football - A cura di Roberto Mezzetti

###### Landesliga NRW
| Stagione | regular season | regular season | regular season | regular season | regular season | regular season | playoff | playoff | playoff | playoff | playoff | playoff   | playoff    |
|          | Vin            | Par            | Per            | Tot            | PF             | PS             | Vin     | Per     | Tot     | PF      | PS      | risultato | avversaria |
| -------- | -------------- | -------------- | -------------- | -------------- | -------------- | -------------- | ------- | ------- | ------- | ------- | ------- | --------- | ---------- |
| 1995     | 7+?            | 0+?            | 0+?            | 8              | 309+?          | 26+?           | -       | -       | -       | -       | -       | -         | -          |
| Totale   | 7+?            | 0+?            | 0+?            | 8              | 309+?          | 26+?           | -       | -       | -       | -       | -       |           |            |

Fonti: Enciclopedia del Football - A cura di Roberto Mezzetti